# Skaghlea Cairn

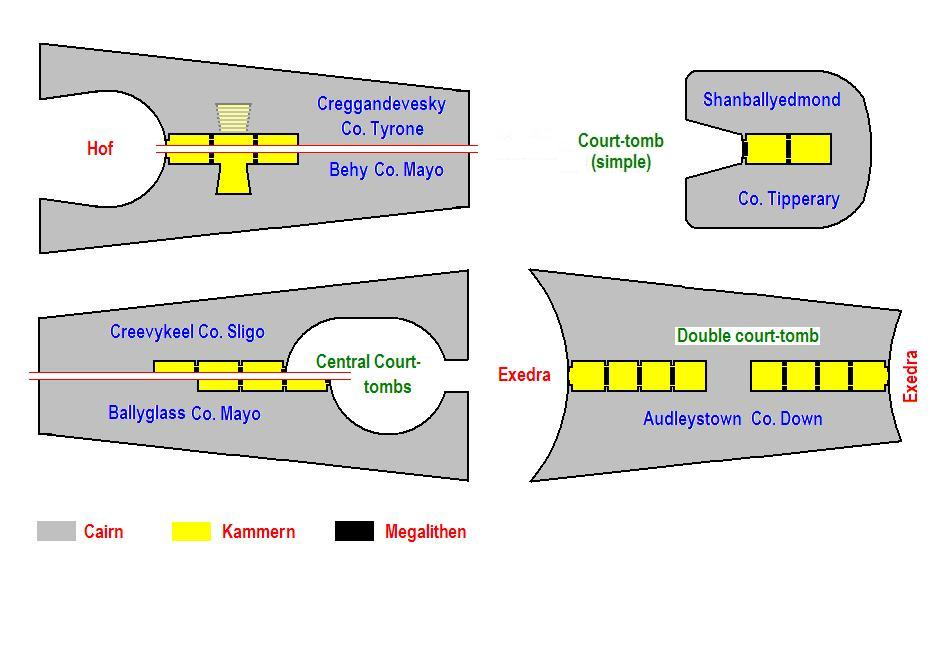
Formen von Court Tombs – Skaghlea entspricht etwa dem Bild links oben

Der Skaghlea Cairn (auch Skaghalea oder Dog Little) ist ein Court Tomb im Townland Dog Little (irisch An Choin Bheag) im Big Dog Forest im „Marble Arch Caves Global Geopark“ westlich von Derrygonnelly im Süden des County Fermanagh in Nordirland, nahe der Grenze zur Republik Irland. Court Tombs gehören zu den megalithischen Kammergräbern (englisch chambered tombs) der Britischen Inseln. Sie werden mit etwa 400 Exemplaren nahezu ausschließlich in Ulster im Norden von Irland beziehungsweise in Nordirland gefunden.
Skaghlea ist ein fast intakter Cairn aus Granitsteinen, von etwa 20,0 × 17,0 Metern und 2,0 Metern Höhe. Am Südostende bilden elf niedrige, bemooste Orthostaten, zusammen mit vier Steinen der Exedra und einem sehr großen Stein, der den Zugang blockiert, die erhaltenen drei Viertel eines Hofes (engl. court) in U-Form. Die Galerie ist noch vom Steinmaterial des Cairns bedeckt.
In der Nähe liegen die Court Tombs von Rossinure Beg und Rossinure More.